# Саймон Бусуттіл
Саймон Бусуттіл (мальт. Simon Busuttil; нар. 20 березня 1969, Аттард) — мальтійський юрист і політик.

## Біографія
Отримав ступінь доктора права і ступінь магістра з міжнародного права в Мальтійському університеті. Він також має ступінь у галузі європейських досліджень британського Університету Суссекса. Був партнером у юридичній фірмі і консультантом з європейських справ мальтійських міністрів у різних міністерствах (у тому числі з 2003 по 2004 у Міністерстві закордонних справ). У 1999–2003 працював директором Інформаційного центру ЄС — Мальта. Він входив до переговорної команди, яка працювала над інтеграцією Мальти до Європейського Союзу.
У кінці 80-х і початку 90-х очолював Християнсько-демократичну студентську організацію. Був секретарем Національної ради у справах молоді та Європейського руху. У 2004 вперше отримав мандат депутата Європейського парламенту від Націоналістичної партії, переобраний у 2009. У 2012 він став заступником голови НП. На виборах у 2013 році став членом Палати представників. У тому ж році він був обраний лідером Націоналістичної партії, перемігши на внутрішніх виборах Маріо де Марко.